# هنری نوریس راسل
 هنری نوریس راسل (انگلیسی: Henry Norris Russell؛ ۲۵ اکتبر ۱۸۷۷ – ۱۸ فوریهٔ ۱۹۵۷) یک دانشمند در زمینه اخترشناسی اهل ایالات متحده آمریکا بود. وی به خاطر نمودار هرتسپرونگ-راسل که از پایه‌های اخترفیزیک است شناخته شده‌است.
وی همچنین برنده جوایزی همچون نشان هنری دراپر شده است.